# 安全地帯XIII JUNK
『安全地帯XIII JUNK』（あんぜんちたいサーティーン ジャンク）は、日本のロックバンドである安全地帯の13枚目のオリジナル・アルバム。
2011年11月16日にユニバーサルミュージックジャパンからリリースされた。オリジナル・アルバムとしては前作『安全地帯XII』（2011年）より僅か2ヶ月後のリリースとなった。作詞は松井五郎および玉置浩二、須藤晃が担当し、作曲は玉置が担当、プロデューサーは玉置および末崎正展が担当している。
レコーディングは日本国内で行われ、玉置がソロ活動時の発表曲を安全地帯メンバーによってセルフカバーしたアルバムであり、1987年から2005年までに発表されたシングル、アルバムから選曲されている。本作収録曲の内、「田園」は29枚目のシングル「結界/田園」として両A面シングルで先行リリースされた。本作はオリコンアルバムチャートにおいて最高位第18位となった。

## 背景、構成
前作『安全地帯XII』（2011年）をリリースした安全地帯は、同年9月17日の南足柄市文化会館から12月18日の旭川市民文化会館まで「コンサートツアー2011 " 田園～結界"」と題したコンサートツアーを開催、26都市全30公演が行われた。その最中、本作の企画が持ち上がり制作される事となった。収録曲は以下のシングルおよびアルバムより選曲されており、玉置のソロ・アルバム『JUNK LAND』（1997年）からの選曲が最も多くなっている。
シングル
- 「All I Do」（1987年）
- 「メロディー」（1996年）
- 「田園」（1996年）
- 「MR.LONELY」（1997年）
- 「プレゼント」（2005年）

アルバム
- 『カリント工場の煙突の上に』（1993年） - 「カリント工場の煙突の上に」
- 『CAFE JAPAN』（1996年） - 「CAFE JAPAN」、「Honeybee」
- 『JUNK LAND』（1997年） - 「JUNK LAND」、「しあわせのランプ」、「太陽さん」、「闇をロマンスにして」

## リリース
本作リリースの告知は2011年9月22日に音楽ナタリーにて行われた。同年9月24日にはBARKSにおいてもリリース告知が行われたが、前述のナタリーでの告知も含め、この時点では6曲目に「メロディー」が予定されており、最終曲は「プレゼント」となっていた。11月15日にOKMusicにて告知された際には正式にリリースされた収録曲順となった。
2011年11月16日にユニバーサルミュージックジャパンから正式にリリースされ、初回限定盤は約35分にもおよぶ「田園」のPVの他、「清く 正しく 美しく」のPVおよび前作『安全地帯XII』のテレビスポットが収録されたDVDが付属した2枚組でリリースされた。また、初回限定盤は玉置がサングラスを掛けている状態のジャケット、通常盤では玉置がサングラスを外している状態のジャケットとなっている。
2012年11月7日には限定版としてSHM-CDにて再リリースされた他、2017年11月22日にはデビュー35周年を記念して紙ジャケット、SHM-CDにて再リリースされた。2022年11月3日にはアナログレコードの普及を目的とした東洋化成によるイベント「レコードの日 2022」の開催に伴い、本作を含む安全地帯のアルバム5作品が初レコード化された。

## 批評、チャート成績
| 専門評論家によるレビュー | 専門評論家によるレビュー |
| レビュー・スコア         | レビュー・スコア         |
| 出典                     | 評価                     |
| ------------------------ | ------------------------ |
| CDジャーナル             | 肯定的                   |
| TOWER RECORDS ONLINE     | 肯定的                   |

批評家たちからは本作が前作から2か月後という短期間でリリースされたことや、音楽性や玉置の歌唱力に対して肯定的な意見が多く挙げられている。音楽情報サイト『CDジャーナル』では、「さらなる新たな息吹を吹き込んだ、渾身の一枚」と肯定的に評価された他、前作から約2ヶ月後のリリースとなった事に関して「創造力があふれているのだろう」と推測して上で、玉置がスキャットやハミングを交えて「自由奔放に往年の作品を歌いこんでいる」と指摘した。音楽情報サイト『TOWER RECORDS ONLINE』では、前作から約2ヶ月後のリリースである事に関して「驚異的なスパン」と指摘し、「アーティストとしての絶好調ぶりが伝わってきます」と評価した他「圧倒的な玉置の歌唱と、パワフルなバンド・サウンドが光る」と称賛した。
本作はオリコンアルバムチャートにおいて最高位第18位の登場週数4回となり、売り上げ枚数は0.6万枚となった。本作の売り上げ枚数は1988年以降の安全地帯のアルバム売上ランキングにおいて第14位となった。2022年に実施されたねとらぼ調査隊による安全地帯のアルバム人気ランキングでは第11位となった、2023年に実施された同ランキングでは第14位となった。

## 収録曲

### CD
- CDブックレットに記載されたクレジットを参照[19]。ベーシック・トラック・アレンジは矢萩渉および武沢侑昂、ストリングス・アレンジは武沢が担当している。

| #         | タイトル                                             | 作詞             | 作曲      | 編曲      | 時間  |
| --------- | ---------------------------------------------------- | ---------------- | --------- | --------- | ----- |
| 1.        | 「カリント工場の煙突の上に」                         | 須藤晃           | 玉置浩二  | 安全地帯  | 5:36  |
| 2.        | 「JUNK LAND」                                        | 玉置浩二、須藤晃 | 玉置浩二  | 安全地帯  | 5:40  |
| 3.        | 「MR.LONELY」                                        | 玉置浩二         | 玉置浩二  | 安全地帯  | 5:38  |
| 4.        | 「しあわせのランプ」                                 | 玉置浩二、須藤晃 | 玉置浩二  | 安全地帯  | 4:27  |
| 5.        | 「田園」                                             | 玉置浩二、須藤晃 | 玉置浩二  | 安全地帯  | 3:40  |
| 6.        | 「Honeybee」(～松本史郎歌謡ショー・ロイヤルゼリー～) | 玉置浩二、須藤晃 | 玉置浩二  | 安全地帯  | 5:14  |
| 7.        | 「CAFE JAPAN」                                       | 玉置浩二、須藤晃 | 玉置浩二  | 安全地帯  | 3:42  |
| 8.        | 「太陽さん」                                         | 玉置浩二         | 玉置浩二  | 安全地帯  | 4:32  |
| 9.        | 「闇をロマンスにして」                               | 玉置浩二         | 玉置浩二  | 安全地帯  | 3:29  |
| 10.       | 「All I Do」                                         | 松井五郎         | 玉置浩二  | 安全地帯  | 4:06  |
| 11.       | 「プレゼント」                                       | 松井五郎         | 玉置浩二  | 安全地帯  | 4:37  |
| 12.       | 「メロディー」                                       | 玉置浩二         | 玉置浩二  | 安全地帯  | 4:19  |
| 合計時間: | 合計時間:                                            | 合計時間:        | 合計時間: | 合計時間: | 55:00 |

### DVD
1. 「田園」 (MUSIC VIDEO)
2. 「清く 正しく 美しく」 (MUSIC VIDEO)
3. 「安全地帯XII TV-SPOT」

### LP
| #         | タイトル                     | 作詞             | 作曲      | 編曲      | 時間  |
| --------- | ---------------------------- | ---------------- | --------- | --------- | ----- |
| 1.        | 「カリント工場の煙突の上に」 | 須藤晃           | 玉置浩二  | 安全地帯  | 5:37  |
| 2.        | 「JUNK LAND」                | 玉置浩二、須藤晃 | 玉置浩二  | 安全地帯  | 5:40  |
| 3.        | 「MR.LONELY」                | 玉置浩二         | 玉置浩二  | 安全地帯  | 5:39  |
| 合計時間: | 合計時間:                    | 合計時間:        | 合計時間: | 合計時間: | 16:56 |

| #         | タイトル                                             | 作詞             | 作曲      | 編曲      | 時間  |
| --------- | ---------------------------------------------------- | ---------------- | --------- | --------- | ----- |
| 1.        | 「しあわせのランプ」                                 | 玉置浩二、須藤晃 | 玉置浩二  | 安全地帯  | 4:27  |
| 2.        | 「田園」                                             | 玉置浩二、須藤晃 | 玉置浩二  | 安全地帯  | 3:40  |
| 3.        | 「Honeybee」(～松本史郎歌謡ショー・ロイヤルゼリー～) | 玉置浩二、須藤晃 | 玉置浩二  | 安全地帯  | 5:14  |
| 合計時間: | 合計時間:                                            | 合計時間:        | 合計時間: | 合計時間: | 13:21 |

| #         | タイトル               | 作詞             | 作曲      | 編曲      | 時間  |
| --------- | ---------------------- | ---------------- | --------- | --------- | ----- |
| 1.        | 「CAFE JAPAN」         | 玉置浩二、須藤晃 | 玉置浩二  | 安全地帯  | 3:43  |
| 2.        | 「太陽さん」           | 玉置浩二         | 玉置浩二  | 安全地帯  | 4:32  |
| 3.        | 「闇をロマンスにして」 | 玉置浩二         | 玉置浩二  | 安全地帯  | 3:29  |
| 合計時間: | 合計時間:              | 合計時間:        | 合計時間: | 合計時間: | 11:44 |

| #         | タイトル       | 作詞      | 作曲      | 編曲      | 時間  |
| --------- | -------------- | --------- | --------- | --------- | ----- |
| 1.        | 「All I Do」   | 松井五郎  | 玉置浩二  | 安全地帯  | 4:07  |
| 2.        | 「プレゼント」 | 松井五郎  | 玉置浩二  | 安全地帯  | 4:37  |
| 3.        | 「メロディー」 | 玉置浩二  | 玉置浩二  | 安全地帯  | 4:20  |
| 合計時間: | 合計時間:      | 合計時間: | 合計時間: | 合計時間: | 13:04 |

## スタッフ・クレジット
- CDブックレットに記載されたクレジットを参照[20]。

### 安全地帯
- 玉置浩二 – ボーカル
- 矢萩渉 – ギター
- 武沢侑昂 – ギター
- 六土開正 – ベース、ピアノ
- 田中裕二 – ドラムス

### 参加ミュージシャン
- 松井 "toshi808" 寿成 – プログラミング
- 松田真人 – キーボード
- 佐野聡 – トロンボーン
- 玉置工子 – コーラス、スポークン・サウンド
- 山下昭和 – ブル－ス・ハープ、コーラス
- 唐沢洋子ストリングス – ストリングス・セクション
- 高松明治 – エフェクト&エディット
- キタミん合唱団／Candy Lady – コーラス
- 藤井丈司 – プログラミング（5曲目）

### 録音スタッフ
- 玉置浩二 – プロデューサー
- 高松明治 – ミキシング・エンジニア、レコーディング・エンジニア
- 山下昭和 – マネージャー
- 松井寿成 – ディレクター
- 末崎正展 – プロデューサー、A&Rプロデューサー
- 村松 "Yoshi" 嘉久 – ボーカル・レコーディング
- 石井由里（USMジャパン） – エグゼクティブ・プロデューサー
- 加藤久典（USMジャパン） – ゼネラルマネージャー
- 藤野成喜（ユニバーサル・ミュージック） – マスタリング・エンジニア
- 吉野謙志（ユニバーサル・ミュージック） – サウンド・メーキング・コーパレーター
- 山内克利 – サウンド・メーキング・コーパレーター
- 柴田和也（伊豆スタジオ） – サウンド・メーキング・コーパレーター
- 関谷典子（フェイス・ミュージック） – サウンド・メーキング・コーパレーター
- 平賀裕二（サウンドクルー） – サウンド・メーキング・コーパレーター

### 美術スタッフ
- 西村恭平 (Balloon Design) – アート・ディレクター、デザイナー
- 加藤亮（デジタルデザインワークス） – 写真撮影（カバー）
- 須藤秀之 – 写真撮影
- 横田勝広 – スタイリスト
- 宮内直人 (SUGAR) – ヘアー&メイク・アップ
- 山崎眞衣 (SUGAR) – ヘアー&メイク・アップ
- 伊熊美砂 (SUGAR) – ヘアー&メイク・アップ
- 宮本仁美（ユニバーサルミュージック） – アートワーク・コーディネーター

### 制作スタッフ
- 高野泰博（USMジャパン） – メディア・プロモーター
- 松岡祐子（USMジャパン） – メディア・プロモーター
- 岩崎直子（USMジャパン） – メディア・プロモーター
- 石角隆行（六角堂） – メディア・プロモーター
- 水谷省吾（アットマン） – メディア・プロモーター
- 北村勝（USMジャパン） – ウェブ・プロモーター
- 内田有香（USMジャパン） – ウェブ・プロモーター
- 橋本佳美（USMジャパン） – A&Rアシスタント
- 山根裕子（USMジャパン） – A&Rデスク
- 高橋浩嗣（ユニバーサルミュージック） – セールス・プロモーター
- 宮崎耕（ユニバーサルミュージック） – セールス・プロモーター
- 遠山豊 – スペシャル・サンクス
- 飯島則充 – スペシャル・サンクス
- 高橋里実 – スペシャル・サンクス
- アンディー – スペシャル・サンクス
- 高杉慎一郎 (Promax) – スペシャル・サンクス
- 宮下隆宏・りえ（ハーヴェストロードハウス） – スペシャル・サンクス
- 飯塚達央（フォトシーズン） – スペシャル・サンクス
- 加藤亮（デジタルデザインワークス） – スペシャル・サンクス
- 二木真澄 (E'm Drive ASK) – スペシャル・サンクス
- 大平兼太郎（ヒルトン東京） – スペシャル・サンクス
- Y's Cafeスタッフ – スペシャル・サンクス
- 深野真 (FREEDOM CUSTOM GUITAR RESEARCH) – スペシャル・サンクス
- Human Gear 八木ちゃん – スペシャル・サンクス
- 木下華 (Clockwise) – スペシャル・サンクス
- 橋本仁 – スペシャル・サンクス
- 山下明美・美卯・翔太郎 – スペシャル・サンクス
- 二木ママ – スペシャル・サンクス
- 須藤晃 – スペシャル・サンクス
- 松井五郎 – スペシャル・サンクス

## チャート
| チャート         | 最高順位 | 登場週数 | 売上数  | 出典  |
| ---------------- | -------- | -------- | ------- | ----- |
| 日本（オリコン） | 18位     | 4回      | 0.6万枚 | [ 2 ] |

## リリース日一覧
| No. | リリース日     | レーベル                 | 規格         | カタログ番号 | 備考                             | 出典          |
| --- | -------------- | ------------------------ | ------------ | ------------ | -------------------------------- | ------------- |
| 1   | 2011年11月16日 | ユニバーサルミュージック | CD+DVD       | UICZ-9049    | 初回限定盤                       | [ 12 ] [ 1 ]  |
| 2   | 2011年11月16日 | ユニバーサルミュージック | CD           | UICZ-4249    | 通常盤                           | [ 13 ] [ 21 ] |
| 3   | 2011年11月16日 | ユニバーサルミュージック | AAC-LC       | -            | デジタル・ダウンロード           | [ 22 ]        |
| 4   | 2011年11月16日 | ユニバーサルミュージック | ロスレスFLAC | -            | デジタル・ダウンロード           | [ 23 ]        |
| 5   | 2012年11月7日  | ユニバーサルミュージック | SHM-CD       | UPCY-9248    | 期間限定生産スペシャルプライス盤 | [ 24 ] [ 25 ] |
| 6   | 2017年11月22日 | ユニバーサルミュージック | SHM-CD       | UPCY-9717    | 紙ジャケット仕様                 | [ 26 ] [ 27 ] |
| 7   | 2022年11月3日  | ユニバーサルミュージック | LPレコード   | UPJY-9234    | 初LP化                           | [ 11 ] [ 28 ] |